# Wrestle Kingdom 15
Wrestle Kingdom 15 fue la decimoquinta edición de Wrestle Kingdom, un evento de lucha libre profesional (o puroresu) promovido por New Japan Pro-Wrestling (NJPW) que se llevó a cabo el 4 y 5 de enero de 2021, en Tokio, Japón; en el recinto deportivo del Tokyo Dome.

## Producción
Wrestle Kingdom es considerado el evento insignia de New Japan Pro-Wrestling, y que continúa  la tradición anual (proveniente desde 1992) de la empresa nipona en efectuar un evento en el Tokyo Dome, el 4 de enero de cada año como una celebración del Año Nuevo.
Debido a su legado, este evento ha sido descrito como un equivalente de WrestleMania en Japón en cuanto a su alcance en la lucha libre profesional.
Wrestle Kingdom 15 se anunció oficialmente en la noche final del torneo G1 Climax 30 el 18 de octubre de 2020. Confirmándose que nuevamente se llevaría a cabo en dos días seguidos como en la edición anterior.

## Antecedentes
El 18 de octubre de 2020, Kota Ibushi derrotó a Sanada en la final para ganar el G1 Climax 30 por segundo año consecutivo. Como es una tradición anual desde el G1 Climax 22, el ganador del torneo recibe una oportunidad de retar al Campeón Peso Pesado de la IWGP: Tetsuya Naito en el más grande evento, pero debido a que el año anterior se coronó a un doble campeón, dicha oportunidad otorgada al ganar el torneo también se hace efectiva por el Campeonato Intercontinental de la IWGP. Sin embargo, en el evento Power Struggle, Jay White derrotó a Ibushi para ganar su certificado de derechos de retador a los títulos. Finalmente, el 8 de noviembre, Naito anunció que defendería los campeonatos en las dos noches del evento, primero contra Ibushi y al día siguiente contra White.
El 16 de octubre de 2020, Will Ospreay derrotó a Kazuchika Okada en su combate Bloque A de G1 Climax, después de la interferencia de Bea Priestley y el joven león Tomoyuki Oka, quien estaba de excursión en Revolution Pro Wrestling, actuando bajo el nombre de Great O-Khan. Después del combate, Ospreay se volvió rudo cuando atacó a Okada, en la entrevista posterior al combate, Ospreay anunció que dejó Chaos y formó un nuevo establo, más tarde llamado The Empire. En Power Struggle, Okada derrotó a Great O-Khan; después del combate, Ospreay desafió a Okada a un combate en Wrestle Kingdom 15 que Okada aceptó.

## Resultados

### Día 1: 4 de enero
En paréntesis se indica el tiempo de cada combate:
- Pre-Show: Toru Yano, Bad Luck Fale, Chase Owens y BUSHI ganaron el New Japan Rumble y avanzaron a la final por el Campeonato KOPW 2021 (34:40).
  - Los otros participantes fueron: Toa Henare, Yuji Nagata, Minoru Suzuki, Tomohiro Ishii, Togi Makabe, Hirooki Goto, YOSHI-HASHI, Hiroyoshi Tenzan, Tomoaki Honma, Douki, Yujiro Takahashi, Rocky Romero, SHO, Tiger Mask, Gabriel Kidd, Yuya Uemura y Yota Tsuji.
- Hiromu Takahashi derrotó a El Phantasmo y ganó una oportunidad por el Campeonato Peso Pesado Junior de la IWGP (17:46).
  - Takahashi cubrió a El Phantasmo con un «Roll-Up».
- Guerrillas of Destiny (Tama Tonga & Tanga Loa) (con Jado) derrotaron a Dangerous Tekkers (Taichi & Zack Sabre Jr.) (con Douki) y ganaron el Campeonato en Parejas de la IWGP (19:18).
  - Loa cubrió a Taichi después de un «The Apeshit».
  - Durante la lucha, Jado interfirió a favor de Guerrillas of Destiny, mientras que Douki interfirió a favor de Dangerous Tekkers.
- KENTA derrotó a Satoshi Kojima (con Hiroyoshi Tenzan) y retuvo su oportunidad por el Campeonato Peso Pesado de los Estados Unidos de la IWGP (14:12).
  - KENTA cubrió a Kojima después de un «GTS».
- Hiroshi Tanahashi derrotó a Great-O-Khan (17:13).
  - Tanahashi cubrió a O-Khan después de un «High Fly Flow».
- Kazuchika Okada derrotó a Will Ospreay (con Bea Priestley) (35:41).
  - Okada cubrió a Ospreay después de un «Rainmaker».
- Kota Ibushi derrotó a Tetsuya Naito y ganó el Campeonato Peso Pesado de la IWGP y el Campeonato Intercontinental de la IWGP (31:18). 
  - Ibushi cubrió a Naito después de un «Kamigoye».
  - Después de la lucha, Jay White confrontó a Ibushi.
  - Ambos campeonatos estuvieron en juego.

### Día 2: 5 de enero
En paréntesis se indica el tiempo de cada combate:
- Dark match: Queen’s Quest (Saya Kamitani, Azumi & Utami Hayashishita) derrotaron a Donna Del Mondo (Maika, Natsupoi & Himeka) (9:48).
  - Kamitani cubrió a Natsupoi después de un «Phoenix Splash».
- Dark match: Donna Del Mondo (Syuri & Giulia) derrotaron a Mayu Iwatani & Tam Nakano (12:49).
  - Giulia cubrió a Nakano después de un «Glorious Driver».
- Toru Yano derrotó a Bad Luck Fale, Chase Owens y BUSHI y ganó el Campeonato KOPW 2021 (7:34).
  - Yano cubrió a BUSHI después de un «Chokeslam» de Fale y Owens.
- Suzuki-gun (El Desperado & Yoshinobu Kanemaru) derrotaron a Ryusuke Taguchi & Master Wato y retuvieron el Campeonato en Parejas Peso Pesado Junior de la IWGP (13:20).
  - El Desperado cubrió a Taguchi después de un «Pinche Loco».
- Shingo Takagi derrotó a Jeff Cobb y retuvo el Campeonato de Peso Abierto NEVER (21:11).
  - Takagi cubrió a Cobb después de un «Last of the Dragon».
- SANADA derrotó a EVIL (con Dick Togo) (23:40).
  - SANADA cubrió a EVIL después un «Rounding Body Press».
  - Durante la lucha, Togo interfirió a favor de EVIL.
- Hiromu Takahashi derrotó a Taiji Ishimori y ganó el Campeonato Peso Pesado Junior de la IWGP (25:31).
  - Takahashi cubrió a Ishimori después de un «Time Bomb II».
- Kota Ibushi derrotó a Jay White (con Gedo) y retuvo el Campeonato Peso Pesado de la IWGP y Campeonato Intercontinental de la IWGP (48:05).
  - Ibushi cubrió a White después de un «Kamigoye».
  - Durante la lucha, Gedo interfirió a favor de White.
  - Después de la lucha, SANADA retó a Ibushi a una lucha por el Campeonato Peso Pesado de la IWGP y Campeonato Intercontinental de la IWGP.
  - Ambos campeonatos estuvieron en juego.